# Phyllonorycter
Phyllonorycter is een geslacht van nachtvlinders uit de familie Gracillariidae.
- Phyllonorycter aarviki de Prins, 2012
- Phyllonorycter aberrans (Braun, 1930)
- Phyllonorycter abrasella (Duponchel, [1843])
- Phyllonorycter acaciella (Duponchel, 1843)
- Phyllonorycter acanthus Davis & Deschka, 2001
- Phyllonorycter acerifoliella (Zeller, 1839)
- Phyllonorycter aceripestis (Kuznetzov, 1978)
- Phyllonorycter aceriphaga (Kuznetzov, 1975)
- Phyllonorycter achilleus de Prins, 2012
- Phyllonorycter acratynta (Meyrick, 1916)
- Phyllonorycter acutissimae (Kumata, 1963)
- Phyllonorycter acutulus de Prins, 2012
- Phyllonorycter adderis de Prins, 2012
- Phyllonorycter adenocarpi (Staudinger, 1863)
- Phyllonorycter aemula Triberti, Deschka & Huemer, 1997
- Phyllonorycter aeriferella (Clemens, 1859)
- Phyllonorycter agassizi de Prins, 2012
- Phyllonorycter agilella (Zeller, 1846)
- Phyllonorycter aino (Kumata, 1963)
- Phyllonorycter alaskana Deschka, 1982
- Phyllonorycter albanotella (Chambers, 1875)
- Phyllonorycter albertinus de Prins, 2012
- Phyllonorycter albimacula (Walsingham, 1897)
- Phyllonorycter alluaudiella (Chrétien, 1922)
- Phyllonorycter alni (Walsingham, 1891)
- Phyllonorycter alnicolella (Walsingham, 1889)
- Phyllonorycter alnivorella (Ragonot, 1875)
- Phyllonorycter alpina (Frey, 1856)
- Phyllonorycter amseli (Povolný & Gregor, 1955)
- Phyllonorycter anceps Triberti, 2007
- Phyllonorycter anchistea (Vári, 1961)
- Phyllonorycter andalusicus Lastuvka & Lastuvka, 2006
- Phyllonorycter anderidae (W. Fletcher, 1885)
- Phyllonorycter antiochella (Opler, 1971)
- Phyllonorycter antitoxa (Meyrick, 1915)
- Phyllonorycter apicinigrella (Braun, 1908)
- Phyllonorycter apparella (Herrich-Schäffer, 1855)
- Phyllonorycter arbutusella (Braun, 1908)
- Phyllonorycter argentifimbriella (Clemens, 1859)
- Phyllonorycter argentifrontella (Walsingham, 1897)
- Phyllonorycter argentinotella (Clemens, 1859)
- Phyllonorycter argyrolobiella Nel, 2009
- Phyllonorycter arizonella (Braun, 1925)
- Phyllonorycter armeniella (Kuznetzov, 1958)
- Phyllonorycter auronitens (Frey & Boll, 1873)
- Phyllonorycter baetica Lastuvka & Lastuvka, 2006
- Phyllonorycter baldensis Deschka, 1986
- Phyllonorycter barbarella (Rebel, 1901)
- Phyllonorycter bartolomella (Deschka, 1968)
- Phyllonorycter bascanaula (Meyrick, 1936)
- Phyllonorycter basistrigella (Clemens, 1859)
- Phyllonorycter bataviella (Braun, 1908)
- Phyllonorycter belotella (Staudinger, 1859)
- Phyllonorycter bicinctella (Matsumura, 1931)
- Phyllonorycter bifurcata (Kumata, 1967)
- Phyllonorycter blancardella (Fabricius, 1781)
- Phyllonorycter brachylaenae (Vári, 1961)
- Phyllonorycter brunnea Deschka, 1975
- Phyllonorycter caraganella (Ermolaev, 1986)
- Phyllonorycter carpini (Kumata, 1963)
- Phyllonorycter caryaealbella (Chambers, 1871)
- Phyllonorycter caspica Noreika, 1992
- Phyllonorycter caudasimplex Bland, 1980
- Phyllonorycter cavella (Zeller, 1846)
- Phyllonorycter celtidis (Kumata, 1963)
- Phyllonorycter celtifoliella (Chambers, 1871)
- Phyllonorycter celtisella (Chambers, 1871)
- Phyllonorycter cephalariae (Lhomme, 1934)
- Phyllonorycter cerasicolella (Herrich-Schäffer, 1855)
- Phyllonorycter cerasinella (Reutti, 1853)
- Phyllonorycter cerisolella (de Peyerimhoff, 1871)
- Phyllonorycter chalcobaphes (Walsingham, 1914)
- Phyllonorycter chiclanella (Staudinger, 1859)
- Phyllonorycter chionopa (Vári, 1961)
- Phyllonorycter christenseni Derra, 1985
- Phyllonorycter chrysella (Constant, 1885)
- Phyllonorycter cinctata Kumata, 1973
- Phyllonorycter clemensella (Chambers, 1871)
- Phyllonorycter clepsiphaga (Meyrick, 1922)
- Phyllonorycter clerotoma (Meyrick, 1915)
- Phyllonorycter cocciferella (Mendes, 1910)
- Phyllonorycter comparella (Duponchel, 1843)
- Phyllonorycter comptoniella (Darlington, 1949)
- Phyllonorycter conformis (Meyrick, 1910)
- Phyllonorycter conista (Meyrick, 1911)
- Phyllonorycter connexella (Zeller, 1846)
- Phyllonorycter coryli (Nicelli, 1851)
- Phyllonorycter corylifoliella (Hübner, 1796)
- Phyllonorycter crataegella (Clemens, 1859)
- Phyllonorycter cretaceella (Braun, 1925)
- Phyllonorycter cretata (Kumata, 1957)
- Phyllonorycter crimea Baryshnikova & Budashkin, 2005
- Phyllonorycter cydoniella ([Denis & Schiffermüller], 1775)
- Phyllonorycter cytisella (Rebel, 1896)
- Phyllonorycter cytisifoliae (M. Hering, 1927)
- Phyllonorycter cytisus (Hartig & Amsel, 1952)
- Phyllonorycter dakekanbae (Kumata, 1963)
- Phyllonorycter deceptusella (Chambers, 1879)
- Phyllonorycter deleta (Staudinger, 1880)
- Phyllonorycter delitella (Duponchel, 1843)
- Phyllonorycter dentifera Noreika, 1992
- Phyllonorycter deschkai Triberti, 2007
- Phyllonorycter deschkanus Lastuvka & Lastuvka, 2006
- Phyllonorycter deserticola Davis & Deschka, 2001
- Phyllonorycter diaphanella (Frey & Boll, 1878)
- Phyllonorycter didymopa (Vári, 1961)
- Phyllonorycter distentella (Zeller, 1846)
- Phyllonorycter diversella (Braun, 1916)
- Phyllonorycter dombeyae de Prins, 2012
- Phyllonorycter drepanota (Meyrick, 1928)
- Phyllonorycter dubiosella (Wocke, 1877)
- Phyllonorycter dubitella (Herrich-Schäffer, 1855)
- Phyllonorycter durangensis Deschka, 1982
- Phyllonorycter echinosparti Lastuvka & Lastuvka, 2006
- Phyllonorycter elmaella Doğanlar & Mutuura, 1980
- Phyllonorycter emberizaepenella (Bouché, 1834)
- Phyllonorycter encaeria (Meyrick, 1911)
- Phyllonorycter enchalcoa (Turner, 1939)
- Phyllonorycter endryella (Mann, 1855)
- Phyllonorycter engelhardiae Kumata, 1973
- Phyllonorycter epichares (Meyrick, 1928)
- Phyllonorycter epispila (Meyrick, 1915)
- Phyllonorycter eratantha (Meyrick, 1922)
- Phyllonorycter erinaceae Lastuvka & Lastuvka, 2013
- Phyllonorycter ermani (Kumata, 1963)
- Phyllonorycter erugatus Davis & Deschka, 2001
- Phyllonorycter esperella (Goeze, 1783)
- Phyllonorycter estrela Lastukva & Lastuvka, 2006
- Phyllonorycter etnensis Lastuvka & Lastuvka, 2006
- Phyllonorycter eugregori Lastuvka & Lastuvka, 2006
- Phyllonorycter extincta (Deschka, 1974)
- Phyllonorycter fabaceaella (Kuznetzov, 1978)
- Phyllonorycter fagifolia (Kumata, 1963)
- Phyllonorycter farensis De Prins & De Prins, 2007
- Phyllonorycter fasciformis (Meyrick, 1930)
- Phyllonorycter fitchella (Clemens, 1860)
- Phyllonorycter fiumella (Krone, 1911)
- Phyllonorycter flava Deschka, 1975
- Phyllonorycter fletcheri de Prins, 2012
- Phyllonorycter foliolosi Walsingham, 1907
- Phyllonorycter formosella (Legrand, 1965)
- Phyllonorycter fragilella (Frey & Boll, 1878)
- Phyllonorycter fraxinella (Zeller, 1846)
- Phyllonorycter froelichiella (Zeller, 1839)
- Phyllonorycter fruticosella (Kuznetzov, 1979)
- Phyllonorycter ganodes (Meyrick, 1918)
- Phyllonorycter gato de Prins, 2012
- Phyllonorycter gemmea (Frey & Boll, 1873)
- Phyllonorycter geniculella (Ragonot, 1874)
- Phyllonorycter genistella (Rebel, 1901)
- Phyllonorycter gerasimowi (M. Hering, 1930)
- Phyllonorycter gerfriedi Lastuvka & Lastuvka, 2007
- Phyllonorycter gigas (Kumata, 1963)
- Phyllonorycter ginnalae (Ermolaev, 1981)
- Phyllonorycter gozmanyi De Prins & De Prins, 2007
- Phyllonorycter gracilis Noreika, 1994
- Phyllonorycter graecus Lastuvka & Lastuvka, 2007
- Phyllonorycter grewiaecola (Vári, 1961)
- Phyllonorycter grewiaephilos de Prins, 2012
- Phyllonorycter grewiella (Vári, 1961)
- Phyllonorycter haasi (Rebel, 1901)
- Phyllonorycter hagenii (Frey & Boll, 1873)
- Phyllonorycter hancola (Kumata, 1958)
- Phyllonorycter hapalotoxa (Meyrick, 1921)
- Phyllonorycter harrisella (Linnaeus, 1761)
- Phyllonorycter heegeriella (Zeller, 1846)
- Phyllonorycter helianthemella (Herrich-Schäffer, 1861)
- Phyllonorycter hesperiella (Staudinger, 1859)
- Phyllonorycter hibiscina (Vári, 1961)
- Phyllonorycter hibiscola de Prins, 2012
- Phyllonorycter hikosana (Kumata, 1963)
- Phyllonorycter hilarella (Zetterstedt, 1839)
- Phyllonorycter himalayana Kumata, 1973
- Phyllonorycter hissarella Noreika, 1993
- Phyllonorycter holodisci (Braun, 1939)
- Phyllonorycter hostis Triberti, 2007
- Phyllonorycter humilitatis Kumata, 1973
- Phyllonorycter idolias (Meyrick, 1891)
- Phyllonorycter ilicifoliella (Duponchel, 1843)
- Phyllonorycter incanella (Walsingham, 1889)
- Phyllonorycter incurvata (Meyrick, 1916)
- Phyllonorycter infirma Deschka, 1975
- Phyllonorycter insignis (Walsingham, 1889)
- Phyllonorycter insignitella (Zeller, 1846)
- Phyllonorycter intermixta (Braun, 1930)
- Phyllonorycter inusitatella (Braun, 1925)
- Phyllonorycter iochrysis (Meyrick, 1931)
- Phyllonorycter ipomoellus de Prins, 2012
- Phyllonorycter iranica Deschka, 1979
- Phyllonorycter iriphanes (Meyrick, 1915)
- Phyllonorycter issikii (Kumata, 1963)
- Phyllonorycter iteina (Meyrick, 1918)
- Phyllonorycter jabalshamsi de Prins, 2012
- Phyllonorycter japonica (Kumata, 1963)
- Phyllonorycter jezoniella (Matsumura, 1931)
- Phyllonorycter joannisi (Le Marchand, 1936)
- Phyllonorycter jozanae (Kumata, 1967)
- Phyllonorycter juglandicola (Kuznetzov, 1975)
- Phyllonorycter juglandis (Kumata, 1963)
- Phyllonorycter juncei Walsingham, 1907
- Phyllonorycter junoniella (Zeller, 1846)
- Phyllonorycter kamijoi (Kumata, 1963)
- Phyllonorycter kautziella (Hartig, 1938)
- Phyllonorycter kazuri de Prins, 2012
- Phyllonorycter kearfottella (Braun, 1908)
- Phyllonorycter kisoensis Kumata & Park, 1978
- Phyllonorycter klemannella (Fabricius, 1781)
- Phyllonorycter klimeschiella (Deschka, 1970)
- Phyllonorycter koreana Kumata & Park, 1978
- Phyllonorycter kuhlweiniella (Zeller, 1839)
- Phyllonorycter kumatai De Prins & De Prins, 2005
- Phyllonorycter kurokoi (Kumata, 1963)
- Phyllonorycter kusdasi (Deschka, 1970)
- Phyllonorycter kuznetzovi (Ermolaev, 1982)
- Phyllonorycter laciniatae (Kumata, 1967)
- Phyllonorycter lalagella (Newman, 1856)
- Phyllonorycter lantanae (Vári, 1961)
- Phyllonorycter lantanella (Schrank, 1802)
- Phyllonorycter lapadiella (Krone, 1909)
- Phyllonorycter latus Davis & Deschka, 2001
- Phyllonorycter laurocerasi (Kuznetzov, 1979)
- Phyllonorycter lautella (Zeller, 1846)
- Phyllonorycter ledella (Walsingham, 1889)
- Phyllonorycter lemarchandi (Viette, 1951)
- Phyllonorycter leucaspis Triberti, 2004
- Phyllonorycter leucocorona (Kumata, 1957)
- Phyllonorycter leucographella (Zeller, 1850)
- Phyllonorycter libanotica (Deschka, 1972)
- Phyllonorycter linifoliella (Rungs, 1942)
- Phyllonorycter longispinata (Kumata, 1958)
- Phyllonorycter lonicerae (Kumata, 1963)
- Phyllonorycter loniceriphaga Noreika, 1992
- Phyllonorycter loxozona (Meyrick, 1936)
- Phyllonorycter lucetiella (Clemens, 1859)
- Phyllonorycter lucidicostella (Clemens, 1859)
- Phyllonorycter luzonica Kumata, 1995
- Phyllonorycter lyoniae (Kumata, 1963)
- Phyllonorycter lysimachiaeella (Chambers, 1875)
- Phyllonorycter macedonica (Deschka, 1971)
- Phyllonorycter macrantherella (Kuznetzov, 1961)
- Phyllonorycter maculata (Kumata, 1963)
- Phyllonorycter madagascariensis (Viette, 1949)
- Phyllonorycter maererei de Prins, 2012
- Phyllonorycter maestingella (Müller, 1764)
- Phyllonorycter malayana Kumata, 1993
- Phyllonorycter malella (Gerasimov, 1931)
- Phyllonorycter malicola (Kuznetzov, 1979)
- Phyllonorycter mannii (Zeller, 1846)
- Phyllonorycter manzanita (Braun, 1925)
- Phyllonorycter mariaeella (Chambers, 1875)
- Phyllonorycter martiella (Braun, 1908)
- Phyllonorycter matsudai Kumata, 1986
- Phyllonorycter medicaginella (Gerasimov, 1930)
- Phyllonorycter melacoronis (Kumata, 1963)
- Phyllonorycter melanosparta (Meyrick, 1912)
- Phyllonorycter melhaniae (Vári, 1961)
- Phyllonorycter memorabilis (Braun, 1939)
- Phyllonorycter menaea (Meyrick, 1918)
- Phyllonorycter mespilella (Hübner, 1805)
- Phyllonorycter messaniella (Zeller, 1846)
- Phyllonorycter mida de Prins, 2012
- Phyllonorycter mildredae Davis & Deschka, 2001
- Phyllonorycter millierella (Staudinger, 1871)
- Phyllonorycter minutella (Frey & Boll, 1878)
- Phyllonorycter mirbeckifoliae Deschka, 1974
- Phyllonorycter mongolicae (Kumata, 1963)
- Phyllonorycter monspessulanella (Fuchs, 1897)
- Phyllonorycter montanella Bradley, 1980
- Phyllonorycter muelleriella (Zeller, 1839)
- Phyllonorycter mwatawalai de Prins, 2012
- Phyllonorycter myricae Deschka, 1976
- Phyllonorycter myricella Kumata, 1995
- Phyllonorycter nepalensis Kumata, 1973
- Phyllonorycter nevadensis Walsingham, 1908
- Phyllonorycter nicellii (Stainton, 1851)
- Phyllonorycter nigrescentella (Logan, 1851)
- Phyllonorycter nigristella (Kumata, 1957)
- Phyllonorycter nipigon (Freeman, 1970)
- Phyllonorycter nipponicella (Issiki, 1930)
- Phyllonorycter nivalis Deschka, 1986
- Phyllonorycter obandai De Prins & Mozuraitis, 2006
- Phyllonorycter obscuricostella (Clemens, 1859)
- Phyllonorycter obsoleta (Frey & Boll, 1873)
- Phyllonorycter obtusifoliella Deschka, 1974
- Phyllonorycter occitanica (Frey & Boll, 1876)
- Phyllonorycter ocimellus de Prins, 2012
- Phyllonorycter olivaeformis (Braun, 1908)
- Phyllonorycter ololua de Prins, 2012
- Phyllonorycter olympica Deschka, 1983
- Phyllonorycter oreas Kumata, 1973
- Phyllonorycter oregonensis (Walsingham, 1889)
- Phyllonorycter orientalis (Kumata, 1963)
- Phyllonorycter ostryae (Kumata, 1963)
- Phyllonorycter ostryaefoliella (Clemens, 1859)
- Phyllonorycter ovalifoliae Kumata, 1973
- Phyllonorycter oxyacanthae (Frey, 1855)
- Phyllonorycter oxygrapta (Meyrick, 1915)
- Phyllonorycter parisiella (Wocke, 1848)
- Phyllonorycter parvifoliella (Ragonot, 1875)
- Phyllonorycter pastorella (Zeller, 1846)
- Phyllonorycter pavoniae (Vári, 1961)
- Phyllonorycter penangensis Kumata, 1993
- Phyllonorycter pernivalis (Braun, 1925)
- Phyllonorycter persimilis Fujihara, Sato & Kumata, 2001
- Phyllonorycter philerasta (Meyrick, 1922)
- Phyllonorycter phyllocytisi (M. Hering, 1936)
- Phyllonorycter pictus (Walsingham, 1914)
- Phyllonorycter platani (Staudinger, 1870)
- Phyllonorycter populi (Filipjev, 1931)
- Phyllonorycter populialbae (Kuznetzov, 1961)
- Phyllonorycter populicola (Kuznetzov, 1975)
- Phyllonorycter populiella (Chambers, 1878)
- Phyllonorycter populifoliella (Treitschke, 1833)
- Phyllonorycter propinquinella (Braun, 1908)
- Phyllonorycter pruinosella (Gerasimov, 1931)
- Phyllonorycter pseuditeina Kumata, 1973
- Phyllonorycter pseudojezoniella Noreika, 1994
- Phyllonorycter pseudojoviella Deschka, 1974
- Phyllonorycter pseudolautella (Kumata, 1963)
- Phyllonorycter pseudoplataniella (Ragonot, 1873)
- Phyllonorycter pterocaryae (Kumata, 1963)
- Phyllonorycter pulchra (Kumata, 1963)
- Phyllonorycter pumila Lastuvka & Lastuvka, 2006
- Phyllonorycter pumilae (Ermolaev, 1981)
- Phyllonorycter purgantella (Chrétien, 1910)
- Phyllonorycter pygmaea (Kumata, 1963)
- Phyllonorycter pyrifoliella (Gerasimov, 1933)
- Phyllonorycter pyrispinosae Deschka, 1986
- Phyllonorycter quercialbella (Fitch, 1859)
- Phyllonorycter quercifoliella (Zeller, 1839)
- Phyllonorycter quercus (Amsel, 1935)
- Phyllonorycter quinqueguttella (Stainton, 1851)
- Phyllonorycter raikhonae Noreika, 1993
- Phyllonorycter rajella (Linnaeus, 1758)
- Phyllonorycter rebimbasi (Mendes, 1910)
- Phyllonorycter reduncata (Ermolaev, 1986)
- Phyllonorycter restrictella (Braun, 1939)
- Phyllonorycter retamella (Chrétien, 1915)
- Phyllonorycter rhododendrella (Braun, 1935)
- Phyllonorycter rhynchosiae (Vári, 1961)
- Phyllonorycter ribefoliae (Braun, 1939)
- Phyllonorycter rileyella (Chambers, 1875)
- Phyllonorycter ringoniella (Matsumura, 1931)
- Phyllonorycter roboris (Zeller, 1839)
- Phyllonorycter rolandi (Svensson, 1966)
- Phyllonorycter rongensis de Prins, 2012
- Phyllonorycter rostrispinosa (Kumata, 1963)
- Phyllonorycter rubicola Kumata, 1973
- Phyllonorycter ruizivorus de Prins, 2012
- Phyllonorycter ruwenzori de Prins, 2012
- Phyllonorycter sagitella (Bjerkander, 1790)
- Phyllonorycter salicicolella (Sircom, 1848)
- Phyllonorycter salicifoliella (Chambers, 1871)
- Phyllonorycter salictella (Zeller, 1846)
- Phyllonorycter sandraella (Opler, 1971)
- Phyllonorycter scabiosella (Douglas, 1853)
- Phyllonorycter schreberella (Fabricius, 1781)
- Phyllonorycter scitulella (Duponchel, 1843)
- Phyllonorycter scopariella (Zeller, 1846)
- Phyllonorycter scudderella (Frey & Boll, 1873)
- Phyllonorycter sexnotella (Chambers, 1880)
- Phyllonorycter sibirica Kuznetzov & Baryshnikova, 2001
- Phyllonorycter silvicola de Prins, 2012
- Phyllonorycter similis Kumata, 1982
- Phyllonorycter solani (E. M. Hering, 1958)
- Phyllonorycter sorbi (Frey, 1855)
- Phyllonorycter sorbicola (Kumata, 1963)
- Phyllonorycter spartocytisi (M. Hering, 1927)
- Phyllonorycter spinicolella (Zeller, 1846)
- Phyllonorycter splendidus Deschka, 2013
- Phyllonorycter staintoniella (Nicelli, 1853)
- Phyllonorycter stephanandrae (Kumata, 1967)
- Phyllonorycter stephanota (Meyrick, 1907)
- Phyllonorycter stettinensis (Nicelli, 1852)
- Phyllonorycter stigmaphyllae Busck, 1934
- Phyllonorycter strigulatella (Zeller, 1846)
- Phyllonorycter styracis (Kumata, 1963)
- Phyllonorycter suaveolentis (Petry, 1904)
- Phyllonorycter suberifoliella (Zeller, 1850)
- Phyllonorycter sublautella (Stainton, 1869)
- Phyllonorycter symphoricarpaeella (Chambers, 1875)
- Phyllonorycter takagii (Kumata, 1963)
- Phyllonorycter tangerensis (Stainton, 1872)
- Phyllonorycter tauricus Deschka, 2013
- Phyllonorycter telinella Lastuvka & Lastuvka, 2006
- Phyllonorycter tenebriosa (Kumata, 1967)
- Phyllonorycter tenerella (de Joannis, 1915)
- Phyllonorycter tenuicaudella (Walsingham, 1897)
- Phyllonorycter tiliacella (Chambers, 1871)
- Phyllonorycter triarcha (Meyrick, 1908)
- Phyllonorycter tribhuvani Kumata, 1973
- Phyllonorycter tridentatae Lastuvka & Lastuvka, 2006
- Phyllonorycter trifasciella (Haworth, 1828)
- Phyllonorycter triflorella (de Peyerimhoff, 1871)
- Phyllonorycter trifoliella (Gerasimov, 1933)
- Phyllonorycter trinotella (Braun, 1908)
- Phyllonorycter triplacomis (Meyrick, 1936)
- Phyllonorycter triplex (Meyrick, 1914)
- Phyllonorycter tristrigella (Haworth, 1828)
- Phyllonorycter tritaenianella (Chambers, 1871)
- Phyllonorycter tritorrhecta (Meyrick, 1935)
- Phyllonorycter trochetellus de Prins, 2012
- Phyllonorycter trojana Deschka, 1982
- Phyllonorycter troodi Deschka, 1974
- Phyllonorycter tsavensis de Prins, 2012
- Phyllonorycter turanica (Gerasimov, 1931)
- Phyllonorycter turcomanicella (Kuznetzov, 1956)
- Phyllonorycter turensis de Prins, 2012
- Phyllonorycter turugisana (Kumata, 1963)
- Phyllonorycter uchidai (Kumata, 1963)
- Phyllonorycter ulicicolella (Stainton, 1851)
- Phyllonorycter ulmi (Kumata, 1963)
- Phyllonorycter ulmifoliella (Hübner, 1817)
- Phyllonorycter umukarus de Prins, 2012
- Phyllonorycter valentina (Ermolaev, 1981)
- Phyllonorycter viburnella (Braun, 1923)
- Phyllonorycter viburni (Kumata, 1963)
- Phyllonorycter viciae (Kumata, 1963)
- Phyllonorycter viminetorum (Stainton, 1854)
- Phyllonorycter vueltas Lastuvka & Lastuvka, 2006
- Phyllonorycter vulturella (Deschka, 1968)
- Phyllonorycter watanabei (Kumata, 1963)
- Phyllonorycter yakusimensis (Kumata, 1967)
- Phyllonorycter yamadai Kumata, 1973
- Phyllonorycter zelkovae (Kumata, 1963)
- Phyllonorycter zonochares (Meyrick, 1933)

Volgende soorten zijn recent uit de groep verwijderd:
- Phyllonorycter aurifascia (Walker, 1875)
- Phyllonorycter morrisella (Fitch, 1859)
- Phyllonorycter robiniella (Clemens, 1859)
- Phyllonorycter uhlerella (Fitch, 1859)